# Odon de Pins
Odon de Pins, conegut també com a Eudes de Pins (mort el 1296) fou el 23è Mestre de l'Hospital entre 1293 i 1296. Ajudant del mestre Jean de Villiers, fou un dels cavallers que més el va ajudar en el traspàs de l'Orde des de Terra Santa fins a Xipre.